# Kecskefűzcincér
A kecskefűzcincér (Saperda similis) a cincérfélék családjába tartozó, a kecskefűzön élő bogárfaj.

## Megjelenése

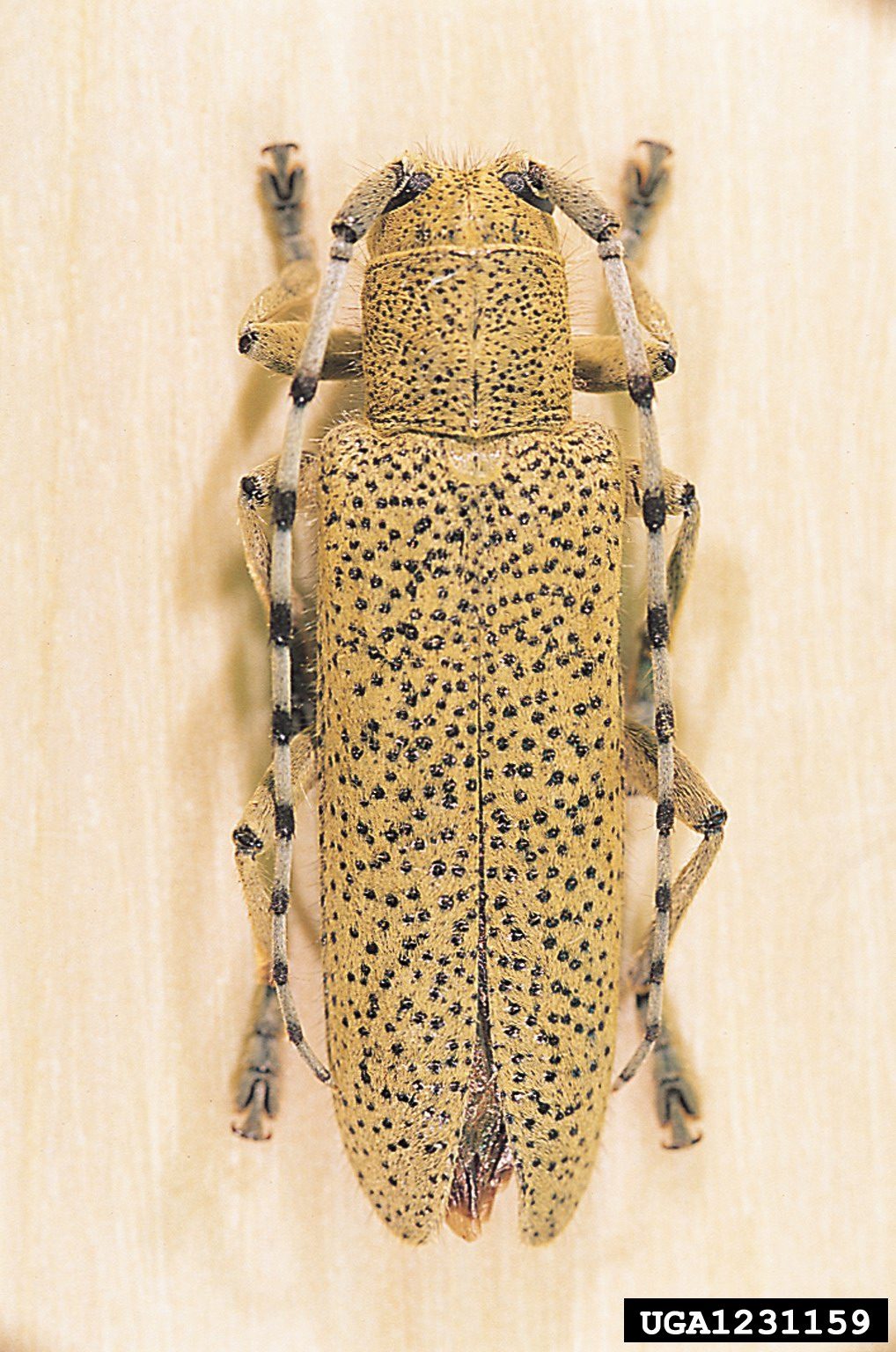

A kecskefűzcincér 15–21 mm-es rovar. Testalkata karcsú, szárnyfedője, tora és feje egyöntetűen sárgás- vagy világosbarna, amit számtalan apró fekete pont tarkít. Gyűrűs csápja majdnem olyan hosszú, mint egész teste.

## Elterjedése
Észak- és Közép-Európában, valamint Nyugat-Szibériában fordul elő. 1998-ban Bulgáriában is észlelték, de a Balkánon csak elvétve lehet találkozni vele. Magyarországon ritka.

## Életmódja
Hegyvidéki faj. A nőstény az idős kecskefüzek több méteres magasságban lévő, 3–8 cm átmérőjű ágainak kérgén ejt sérülést és ebbe helyezi petéit. Ehhez igyekszik sima és napsütötte kéregfelületet választani. A lárvák két-három évig fejlődnek, eközben a kéreg alatt táplálkoznak, majd a fejlődésük végén, májusban a faanyagba belerágva elkészítik a bebábozódáshoz szükséges kamrát. Jelenlétét az ág duzzanata és a kipergő törmelék árulhatja el.
Az imágók május-július között repülnek, elsősorban alkonyatkor. Éjszaka a kecskefűz levelein táplálkoznak.
Az erdőművelés terjedésével, illetve az erdőirtással a számára megfelelő, idős kecskefüzek száma lecsökkent, így a faj visszaszorulóban van.
Magyarországon védett, természetvédelmi értéke 50 000 Ft.